# Aeroportul Baker Lake
Aeroportul Baker Lake (IATA: YBK, ICAO: CYBK) este un aeroport din Baker Lake⁠(d), Nunavut, Canada ce deservește zona Baker Lake⁠(d). Aeroportul a fost tranzitat în 2010 de 15.774 de pasageri. A fost numit după zona deservită.
Situat la o altitudine de 19 m, aeroportul dispune de o singură pistă.